# رياح بيز

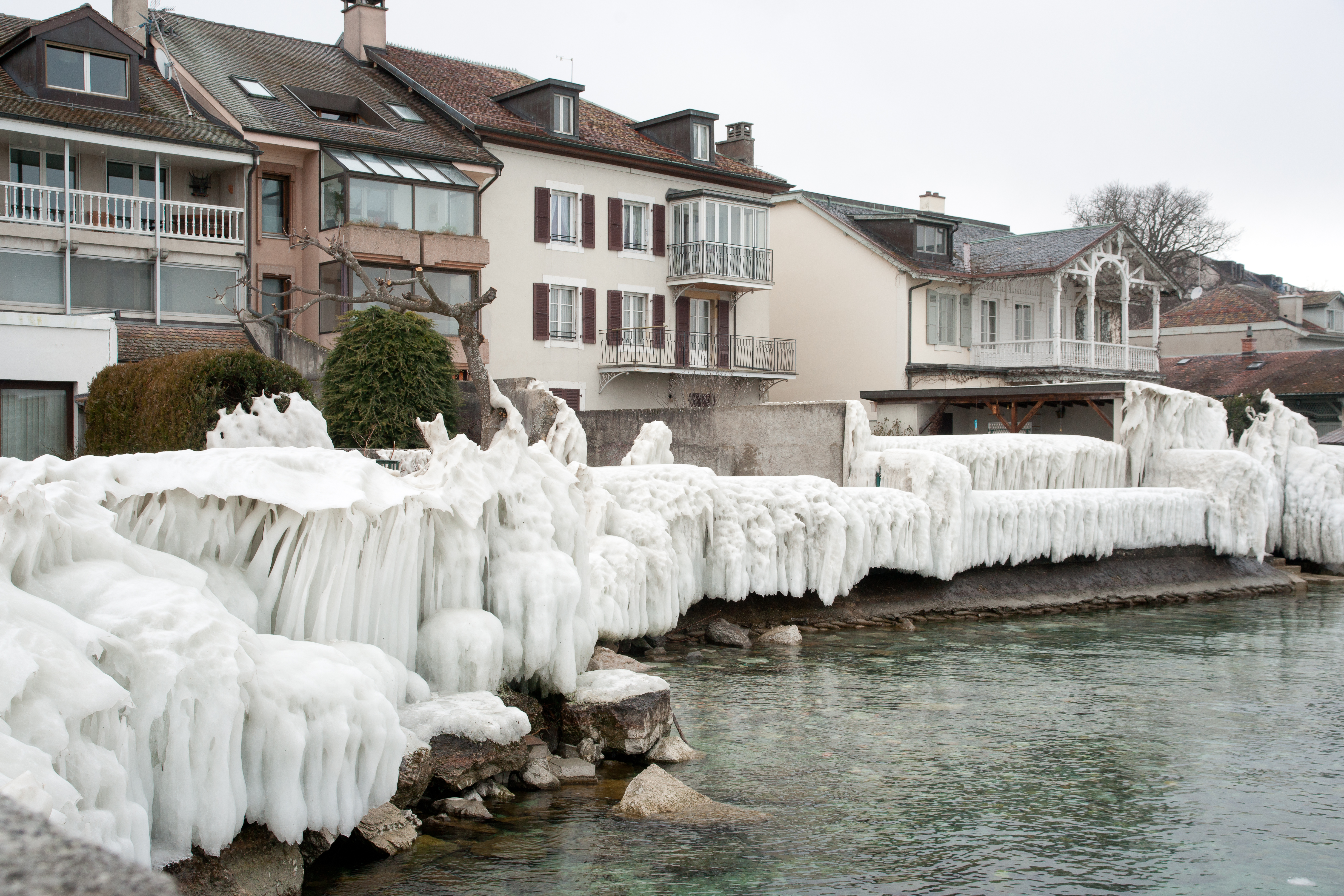

البِيز هو اسم محلي في فرنسا للرياح الباردة الجافة التي تهب في فصل الربيع على جنوبي فرنسا وسويسرا وإيطاليا من الشمال أو الشمال الشرقي.
المصدر: المعجم الجغرافي المناخي